# 鈴木礼央奈
鈴木 礼央奈（すずき れおな、1985年6月5日 - ）は、神奈川県出身のタレント、グラビアアイドル、元レースクイーンである。

## 人物・来歴
- 1985年6月5日、神奈川県で生まれる。兄が1人いる[1]。
- 中学時代は卓球部に在籍し、市内の大会で3年連続1位になったことがある。
- 2003年、ミスマガジン2003でセミファイナル16人にノミネートされるも、落選。ちなみにこの年のグランプリは岩佐真悠子だった。
- 2004年、プラチナムプロダクションに所属。
- 2005年、フォーミュラ・ニッポン「SUNOCOイメージガール」を務めレースクイーンデビュー。この年の8月には東京国際展示場にて開催された「オートギャラリー東京2005」のプラチナムブースに、志摩夕里加や上原美優らと共に登場した。
- 2006年、SUPER GT「宝山cosmos excite GT lady」を務める。同年、芸能人女子フットサルチーム「Team Good」に加入。同チームはその後「Team Sunny-Side Up」→「ZENT sweeties」と変遷したが、2008年6月まで2年間在籍した。
- 2007年、以前からの盟友だった志摩夕里加、この年全国的な活動を始めた佐藤里香と共にSUPER GTイメージガール「Shiny」として活動し、絶大な人気を集める。
- 2008年2月、実はる那、山崎みどりと共に大阪オートメッセイメージガールを務める。
- 2008年6月、所属していたプラチナムプロダクションを離れフリーで活動。同時にオフィシャルブログをアメブロ内でリニューアル。しかし2009年1月、一般の男性と入籍していたことを発表。同年4月21日に男児を出産した[2]。ちなみに挙式は自身の25歳の誕生日である2010年6月5日にグアムで執り行われた。

## エピソード
- 同じ事務所だった丸居沙矢香と仲が良く、2009年4月には丸居と共にデコレーションを中心としたブランド「Wship（ダブルシップ）」を立ち上げた。
- 同時期にプラチナムに入った志摩夕里加とはGTイメージガールの他、2006年11月13日に開催された「楽天オークション・エアギターバトル“エアネス2006[3]”」でもラウンドガールを務める等、今でも交流が深い。
- オートメッセのイメージガールでも一緒だった実はる那[4] や、フットサルのチームメイトだった則島奈々美[5]、石渡奈緒美[6] とも仲が良い。

## 受賞歴
- 2007年：「武富士Presents RACE QUEEN AWARD2007」グランプリ
- 2007年：ミス・エアギタージャパンコンテスト2007準グランプリ
- 2007年：ミスYS乙女学院 '07 準グランプリ （※富樫あずさと同時受賞）

## 作品

### DVD
- 「REONA」（ラインコミュニケーションズ、2006年2月20日発売）
- 「First Date」（フォーサイド・ドット・コム、2007年12月19日発売）
- 「REONA's Beauty」（マジカル、2008年4月23日発売）

### CD（Shinyとして）
- 「SUPER EUROBEAT presents SUPER GT 2007 ～FIRST ROUND～」（avex trax・2007年5月2日発売）　曲名『FOREVER STAR☆』
- 「SUPER EUROBEAT presents SUPER GT 2007 ～SECOND ROUND～」（avex trax・2007年9月5日発売）　曲名『SHINY IN THE SKY』

### トレーディングカード
- プラチナム オフィシャル カードコレクション （2007年10月13日発売）

## 出演

### テレビドラマ
- 「夜王」（TBS系） - 第1話
- 「CAとお呼びっ!」（日本テレビ系）

### バラエティー
- 「爆笑オンエアバトル」第10回チャンピオン大会（NHK、2008年3月21日） - アシスタント
- 「News!371～RQ」 （エンタ!371、2008年4月 - 7月） - MC

### 映画
- 「バックダンサーズ!」（2006年） - 大澤ともえ（ソニン）が勤めるキャバクラのホステス役で出演
- むこうぶち2 ホステス役で出演

### CM
- グッドウィル・グループ「モバイト.com」

### 舞台
- 「東京俳優市場～2007冬の陣」（2007年11月29日 - 12月1日、南青山MANDARA）